# Вазописець Месогенії

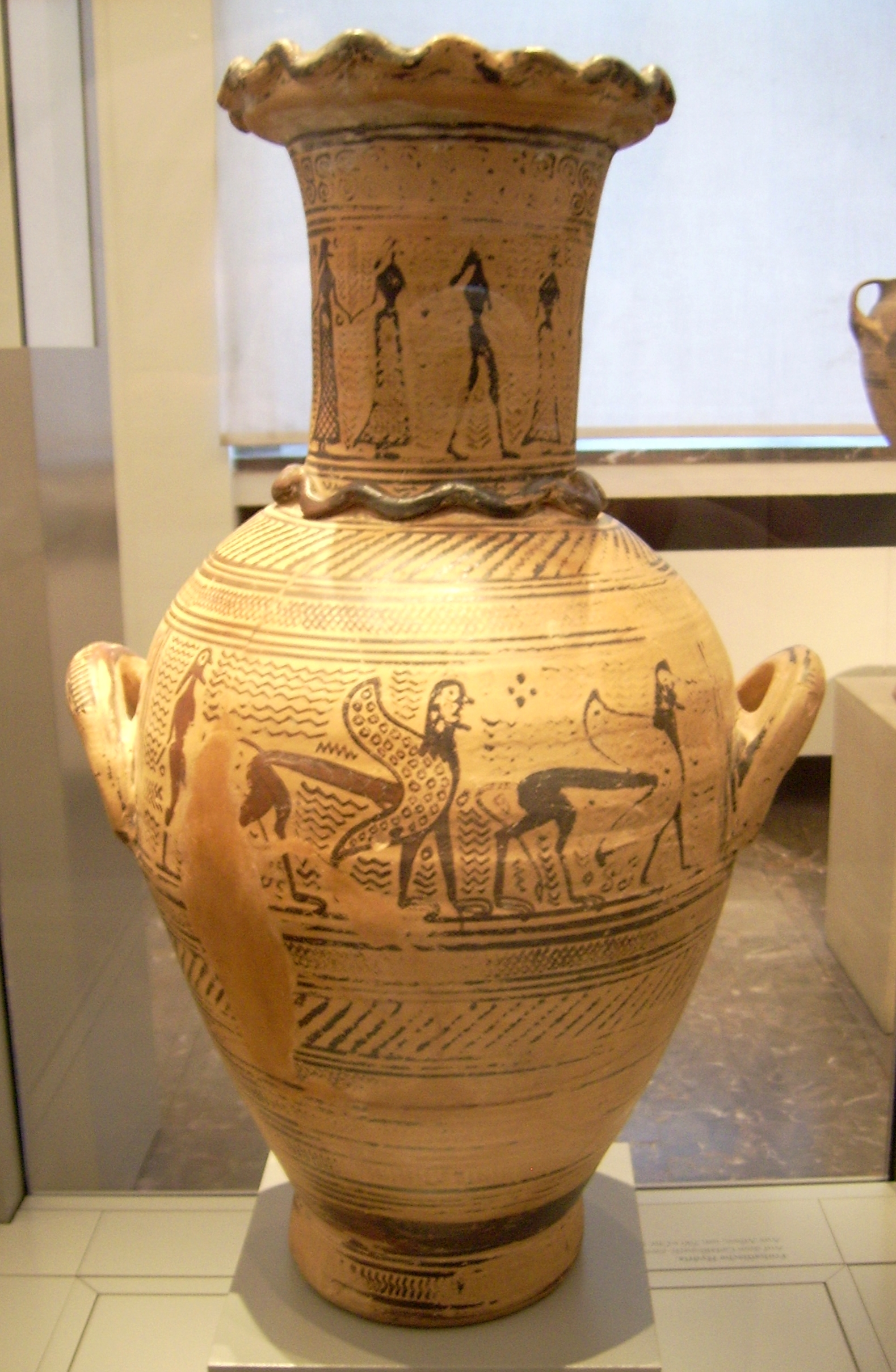
Гідрія роботи Вазописця Месогенії, Берлінське античне зібрання

Вазописець Месогенії — один з перших вазописців протоаттичної кераміки, сучасник Вазописця Аналата.
Його умовна назва походить від назви його іменних ваз — кількох гідрій, знайдених археологами під час розкопок давньоаттичного міста Месогенія. Дослідники вважають, що Вазописець Месогенії був сучасником Вазописця Аналата, роки його активної діяльності припадали приблизно на період між 700 та 675 до н. е. Також вченими висловлене припущення, що він міг бути учнем пізньогеометричного майстра Вазописця Стататуса і вчителем пізньопротоаттичного вазописця Поліфема.
Одна з найвідоміших робіт майстра — гідрія, на шийці якої зображено  жінок, що танцюють, а на основному корпусі — фігуру чоловіка зі сфінксами. Ця гідрія зберігається нині в Берлінському античному зібранні.